# Zombi
Un zombi (Kimbundu: nzumbe, creolă haitiană: zonbi) este o creatură fictivă care apare în cărți și în cultura populară de obicei ca un mort reînviat sau un om fără gândire.
Povestirile cu zombi își au originea în sistemul spiritual de credințe afro-caraibian (din Haiti) Voodoo, care spune că unii oameni devin controlați de către un vrăjitor puternic, devenind astfel supușii lui. 
Zombii au devenit personaje populare în cărțile și în filmele moderne, mai ales datorită succesului din 1968 al filmului lui George A. Romero numit Noaptea morților vii.

## Folclorul haitian
În credințele populare din Haiti unii preoți cunoscuți sub numele de Bokor ar fi capabili să captureze partea din sufletul omului cunoscută sub numele de micul înger păzitor; acest procedeu ducând la o stare de letargie, care-l face pe cel viu asemănător unui mort, și chiar daca ar trece ani de zile de la înmormântarea lui, ar fi în stare ca la exhumarea corpului să-l transforme într-un sclav. Trecerea unui flacon care conține acest îngeraș păzitor pe sub nasul mortului l-ar putea trezi și l-ar trece sub controlul aceluia cu flaconul. Conform unor tradiții, dacă zombii gustă sare, indiferent din ce motiv, atunci le revine conștiința proprie și ar fi iarăși în stare să vorbească.
Micul înger păzitor este una dintre cele două părți ale sufletului în credința Voodoo. Micul înger păzitor este imaginat ca o particulă a forței vieții, care este detașată la naștere din energia universală pentru a intra în corpul persoanei, pentru ca apoi, la moartea acesteia, să revină la divinitatea supremă.
„Zombi” este și un alt nume al șarpelui Voodoo numit Dambala, care are origini nigeriano - congoleze. "Zombi" este înrudit cu cuvântul "nzambi", care în limba Kikongo înseamnă "zeu". Kikongo este o limbă vorbită în Angola, Republica Congo și Republica Democrată Congo (Zair).

## Reinterpretarea occidentală
În literatura occidentală mai veche erau cunoscuți cu numele de zombi sclavii care erau victime ale drogurilor.
O excelentă referință din filmografie este formată din ceea ce este recunoscut ca fiind primul film de acest tip  numit Zombii albi, (engleză White Zombie), din (1932), în care joacă marele Bela Lugosi. 
Zombi este, de asemenea, numele unui medicament menționat într-un roman scris de Robert A. Heinlein, cu acțiunea situată în viitor, numit Ușă în vară (engleză The door into the summer), în care eroul principal este total subordonat falșilor săi prieteni.

## Cercetare științifică
În anii '80 ai secolului al XX-lea s-au efectuat studii științifice privind originea și natura drogurilor care pot duce la efectele menționate mai sus. S-a descoperit că substanțe neurotoxice de origine animală, probabil de la peștele Tetraodontidae (latină Arothron stellatus) și de la crustaceul gasteropod din familia Conidi, induc victimelor o stare catatonică asemănătoare morții.